# Otter Creek, Quận Dunn, Wisconsin
Otter Creek là một thị trấn thuộc quận Dunn, tiểu bang Wisconsin, Hoa Kỳ. Năm 2010, dân số của thị trấn này là 480 người.